# لويس غابرييل فالينزويلا
لويس غابرييل فالينزويلا (بالإسبانية: Luis Valenzuela Toledo)‏ هو لاعب كرة قدم تشيلي في مركز الوسط، ولد في 22 فبراير 1988 في بوينتي آلتو في تشيلي. لعب مع كوريكو يونيدو وكولو-كولو ونادي أوهيجينس.

## وصلات خارجية
- لويس غابرييل فالينزويلا على موقع قاعدة بيانات كرة القدم.إي يو (الإنجليزية)
- لويس غابرييل فالينزويلا على موقع Soccerway.com (الإنجليزية)
- لويس غابرييل فالينزويلا على موقع عالم كرة القدم.نت (الإنجليزية)